# Puolivälinsaari (ö i Birkaland, Tammerfors)
Puolivälinsaari är en ö i Finland. Den ligger i sjön Längelmävesi och i kommunen Kangasala i den ekonomiska regionen Tammerfors och landskapet Birkaland, i den södra delen av landet, 150 km norr om huvudstaden Helsingfors. Öns area är 2,9 hektar och dess största längd är 460 meter i öst-västlig riktning.